# DLL injection
En programación, la DLL injection es una técnica utilizada para ejecutar lenguaje de máquina dentro del espacio de direcciones de otro proceso forzándolo a cargar una biblioteca de enlace dinámico. La DLL injection es utilizada a menudo por los programas externos para influenciar el comportamiento de otro programa de una manera que sus programadores no anticiparon o que no era de su intención. Por ejemplo, el código inyectado podría realizar un hooking de las llamadas de función del sistema, o leer el contenido de los cuadros de texto de la contraseña, lo que no se puede hacer de la manera habitual. Un programa utilizado para inyectar código arbitrario en procesos arbitrarios se denomina DLL inyector.